# Rydlewo
Rydlewo – wieś w Polsce położona w województwie kujawsko-pomorskim, w powiecie żnińskim, w gminie Żnin.
Wieś duchowna, własność sufraganii gnieźnieńskiej, pod koniec XVI wieku leżała w powiecie kcyńskim województwa kaliskiego. W latach 1975–1998 miejscowość administracyjnie należała do województwa bydgoskiego. Według Narodowego Spisu Powszechnego (III 2011 r.) liczyła 236 mieszkańców. Jest siedemnastą co do wielkości miejscowością gminy Żnin.

## Urodzeni w Rydlewie
- Jędrzej Śniadecki – polski lekarz i naukowiec, biolog, chemik i filozof, a także publicysta-satyryk[5].